# Lazar Krestin

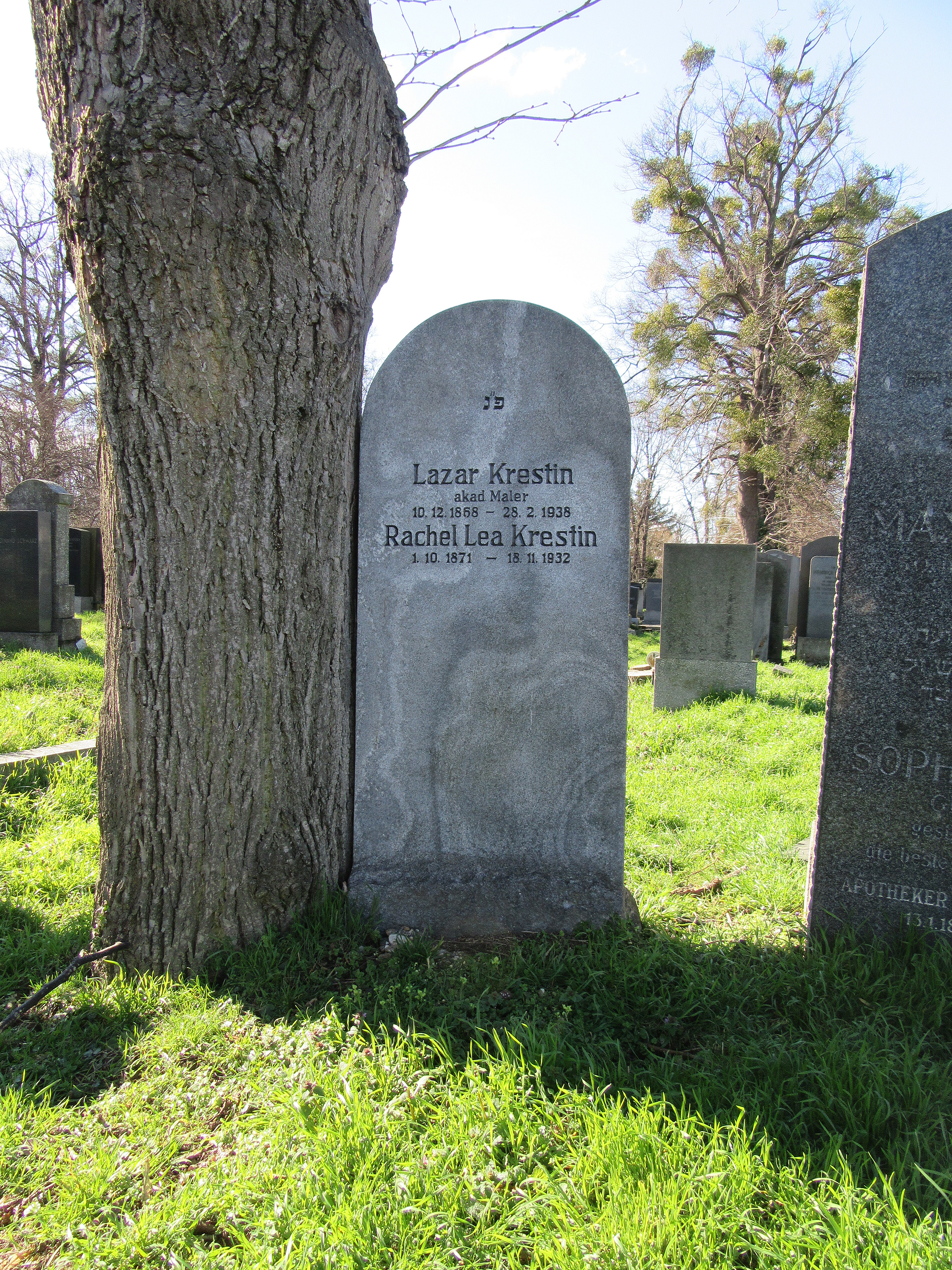
Grab von Lazar Krestin auf dem Wiener Zentralfriedhof mit einem abweichenden Geburtsdatum

Lazar Krestin (geboren 10. September 1868 in Kaunas, Russisches Kaiserreich; gestorben 28. Februar 1938 in Wien) war ein   Genremaler und Zionist.

## Leben
Krestin war Sohn eines Talmudlehrers. Seine Ausbildung erhielt er nach dem Besuch der Zeichenschule in Wilna an der Akademie der bildenden Künste Wien und Akademie der bildenden Künste München. Er heiratete 1894 in Kaunas und zog mit der Familie nach Odessa. Wegen der Pogrome im Zarenreich zog er um 1900 nach Wien und arbeitete dort bis zu seinem Tod 1938. Ob er eine österreichische Staatsangehörigkeit erhielt, ist nicht bekannt.  
Ab 1901 war er Mitglied des Hagenbundes und war regelmäßig auf dessen Jahresausstellungen im Künstlerhaus Wien vertreten.
Krestin hielt sich 1910 längere Zeit auf Einladung von Boris Schatz in dessen Bezalel-Akademie in Jerusalem auf. Er unterstützte die zionistischen Bestrebungen.  
Er ruht im neuen jüdischen Teil des Wiener Zentralfriedhofes.

## Werk
Krestin wurde bekannt durch seine Porträts jüdischer Persönlichkeiten, Genreszenen aus dem Leben der Ostjuden und aus dem Leben der Juden Palästinas. Künstlerisch stand er in der Tradition Isidor Kaufmanns.

## Galerie

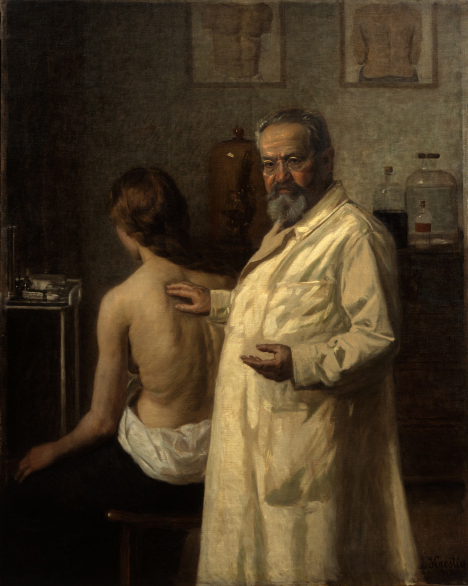
Porträt Dr. Salomon Ehrmann, 1913
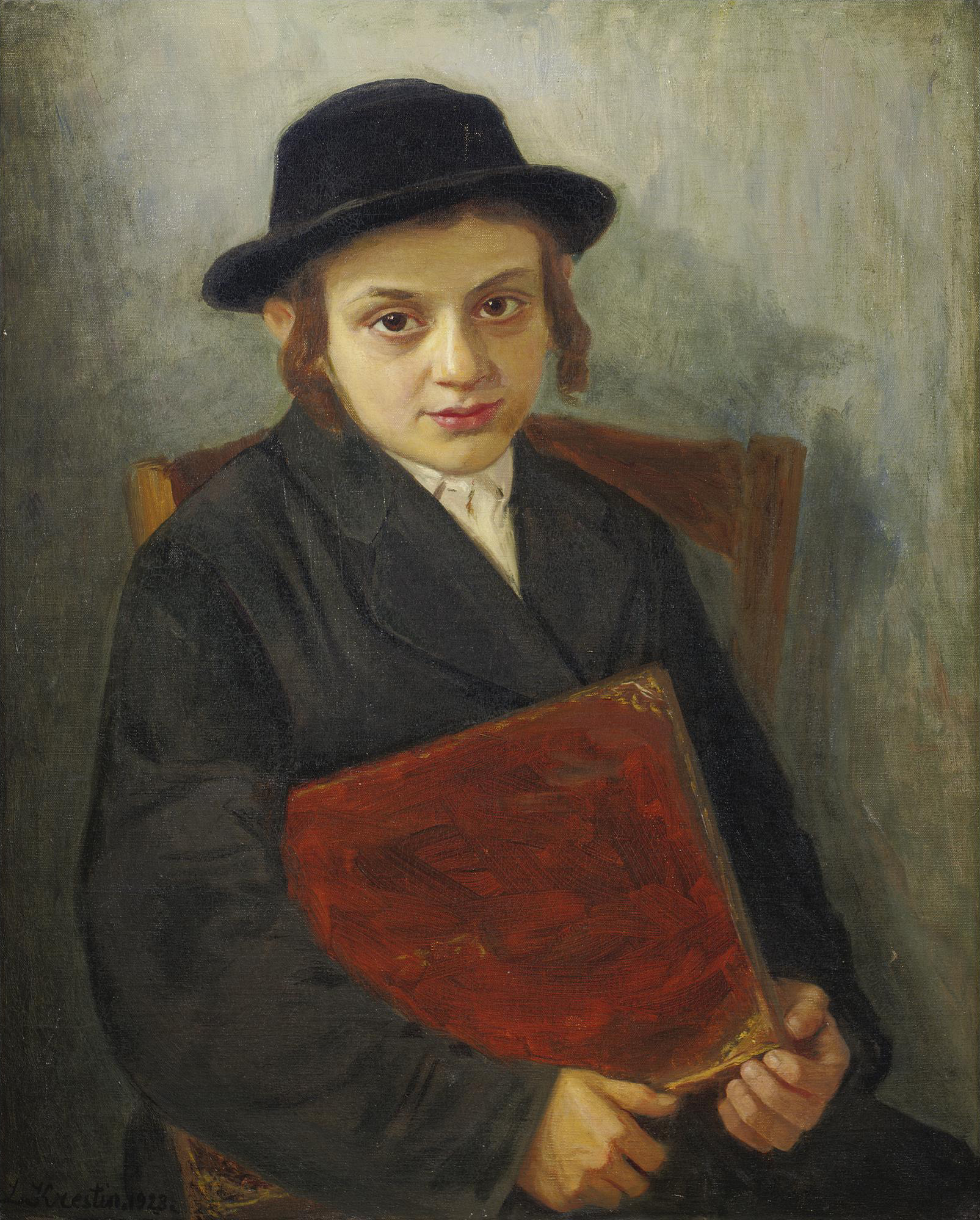
Porträt eines jüdischen Buben, 1923
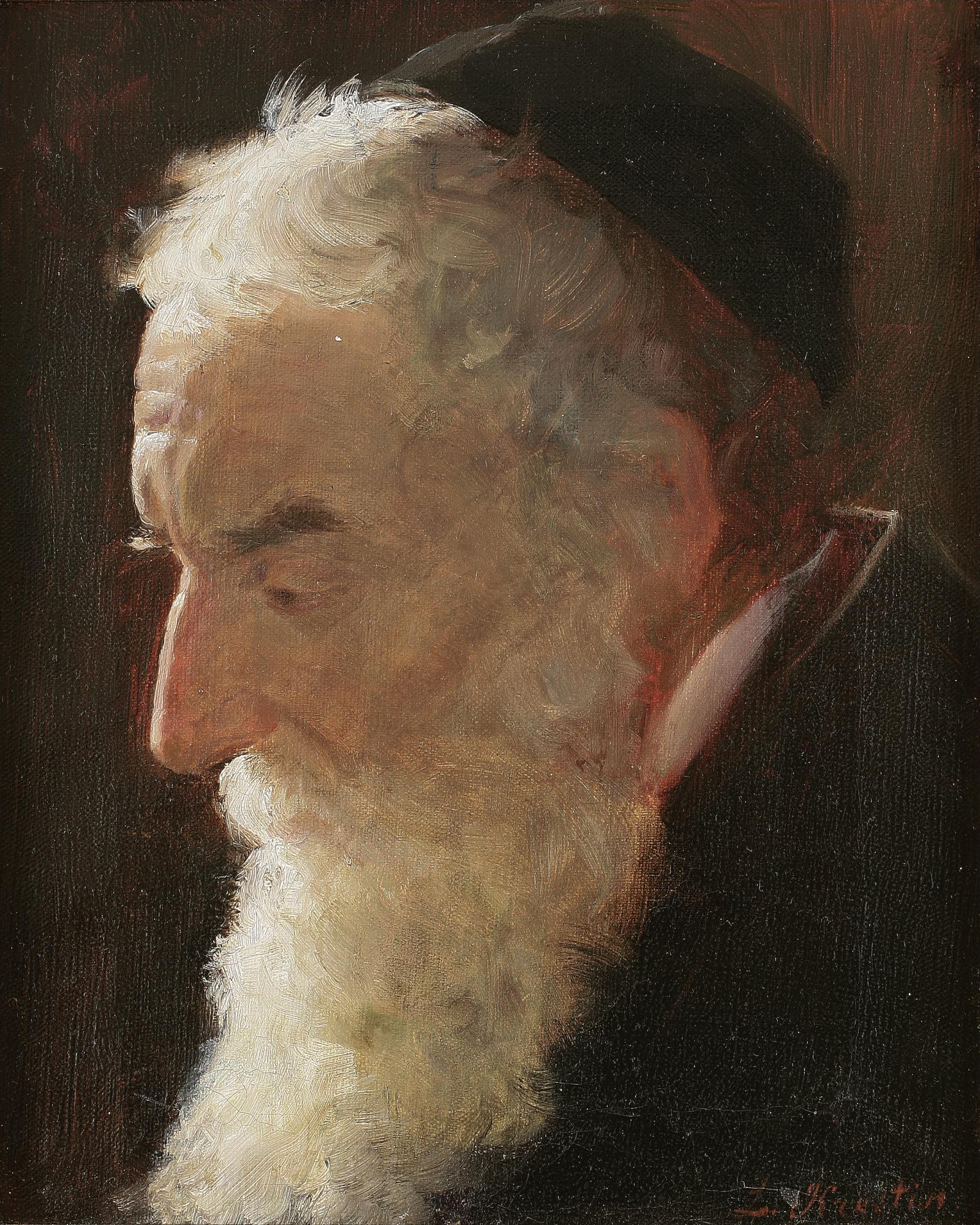
Porträt eines Rabbis
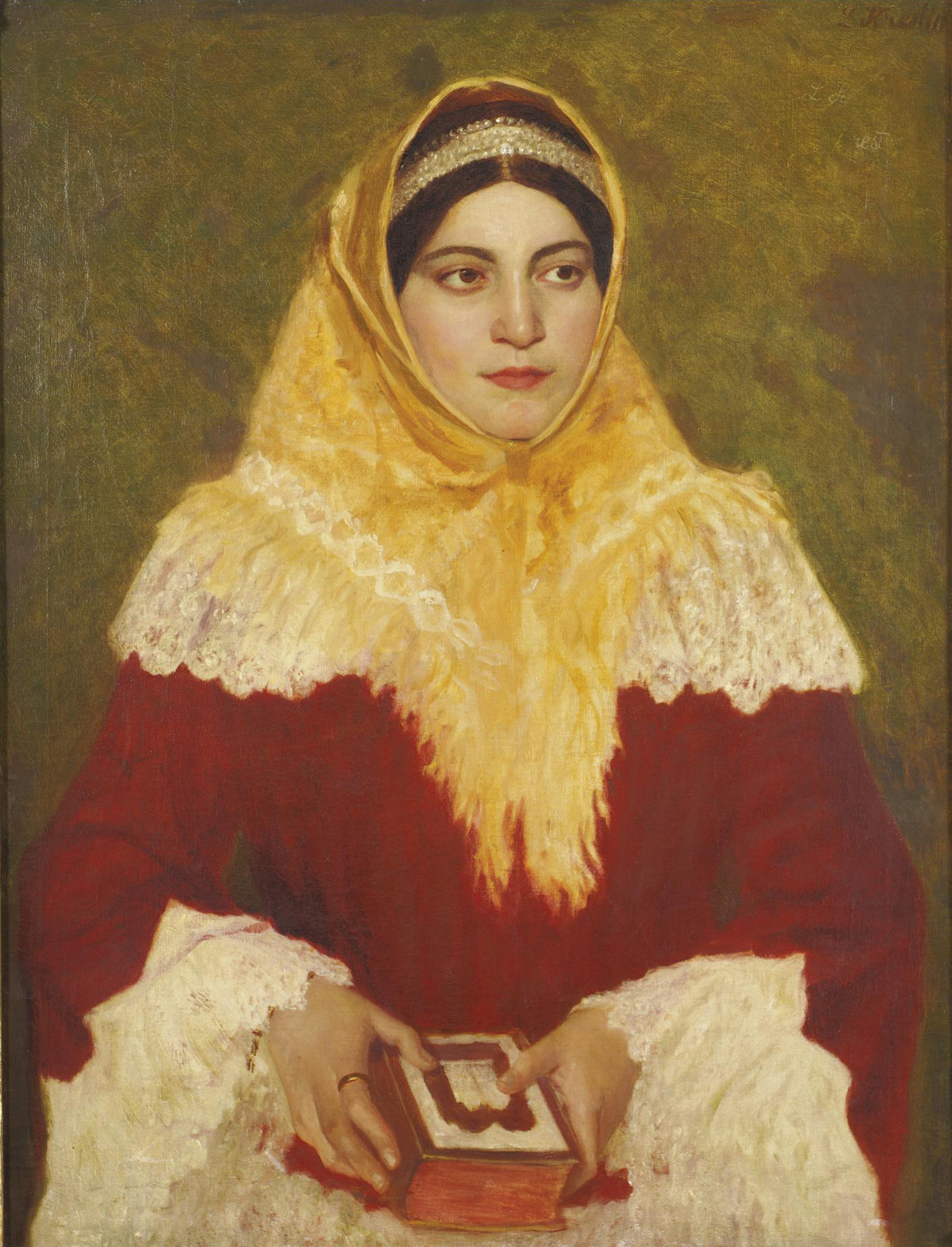
Porträt einer jüdischen Frau mit einem Gebetbuch